# Turnês de Maria Bethânia
Desde o início de sua carreira, Maria Bethânia já embarcou em 41 turnês. Nelas tornou-se conhecida por sua forte presença de palco, uma das marcas da cantora.

## Lista de Turnês
- Nós, Por Exemplo... (1964)
- Nova bossa velha, velha bossa nova (1964)
- Mora na Filosofia (1964)
- Opinião (1965)
- Arena canta Bahia (1966)
- Tempo de Guerra (1966)
- Pois é (1966)
- Recital na Boite Cangaceiro (1966)
- Recital na Boite Barroco (1968)
- Yes, nós temos Maria Bethânia (1968)
- Comigo me desavim (1968)
- Recital na Boite Blow Up (1969)
- Brasileiro, Profissão Esperança (1970)
- Rosa dos Ventos (1971)
- Drama - Luz da noite (1973)
- A cena muda (1974)
- Chico & Bethânia (1975)
- Os Doces Bárbaros (1976)
- Pássaro da manhã (1977)
- Maria Bethânia e Caetano Veloso (1978)
- Maria Bethânia (1979)
- Mel (1980)
- Estranha forma de vida (1981)
- Nossos momentos (1982)
- A hora da estrela (1984)
- 20 anos (1985)
- Maria (1988)
- Dadaya - As sete moradas (1989)
- 25 anos (1990)
- As canções que você fez pra mim (1994)
- Âmbar - Imitação da vida (1996)
- A força que nunca seca (1999)
- Maricotinha (2001)
- Brasileirinho (2004)
- Tempo, tempo, tempo, tempo (2005)
- Dentro do mar tem rio (2006)
- Omara Portuondo Maria Bethânia (2008)
- Amor, Festa, Devoção (2009/2010)
- Bethânia e as Palavras (2009/2011/2012)
- Maria Bethânia canta Chico Buarque (2011/2012)
- Carta de Amor (2012/2013)
- Abraçar e Agradecer (2015/2016)
- 26º Prêmio da Música Brasileira (2015/2016)
- Show de Rua - Grandes Sucessos (2016/2017)
- De Santo Amaro a Xérem - Maria Bethânia e Zeca Pagodinho (2018)
- Claros Breus (2019-Presente)